# Blessac
Blessac ist eine Gemeinde mit 532 Einwohnern (Stand 1. Januar 2022) im Zentralmassiv in Frankreich.
Sie gehört zur Region Nouvelle-Aquitaine, zum Département Creuse, zum Arrondissement Aubusson und zum Kanton Aubusson.

## Geographie
Blessac grenzt im Nordwesten an Saint-Sulpice-les-Champs, im Norden an Ars und Saint-Médard-la-Rochette, im Nordosten an Alleyrat, im Osten an Aubusson, im Süden an Saint-Marc-à-Frongier und im Westen an Saint-Michel-de-Veisse.
Die Gemeinde wird im Osten von der Creuse tangiert. Dort nimmt sie den Bach namens Ruisseau de Grouille auf, der in der Gemeindegemarkung entspringt.

## Bevölkerungsentwicklung
| Jahr      | 1962 | 1968 | 1975 | 1982 | 1990 | 1999 | 2009 | 2018 |
| --------- | ---- | ---- | ---- | ---- | ---- | ---- | ---- | ---- |
| Einwohner | 340  | 316  | 342  | 411  | 495  | 488  | 524  | 533  |

## Sehenswürdigkeiten
- Kirche Saint-Martial
- Kirche Saint-Thomas-de-Cantorbéry im Ortsteil La Borne
- Dolmen Pierre de la Fade in einem Waldstück nordwestlich von Blessac, erstellt 1889, heute ein Monument historique

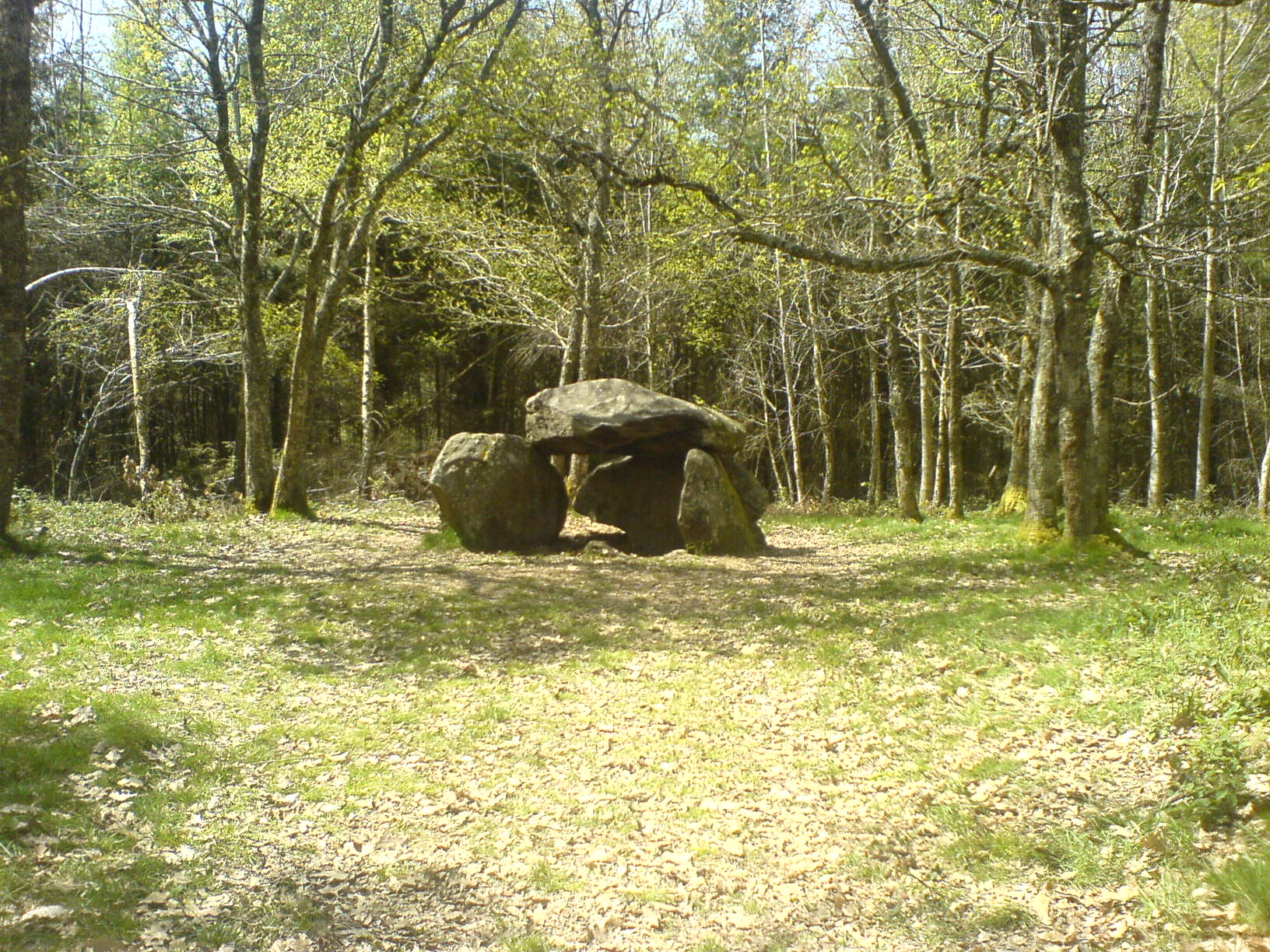
Dolmen Pierre de la Fade

- Schloss Blessac